# Sphaeramia nematoptera
Espèce
Sphaeramia nematoptera ou Apogon pyjama ou Poisson-pyjama (dénomination dû à sa coloration en trois parties distinctes) est un poisson de la famille des Apogonidae.

## Localité
Apogon Pyjama est une espèce de poisson d'eau de mer que l'on rencontre entre Java et la Nouvelle-Guinée.

### Habitat
cette espèce peuple les récifs coralliens, les lagunes habitées et les baies de son aire de répartition.

## Description
L'apogon pyjama a de grands yeux rouges. Une bande sombre sépare sa tête du reste de son corps tacheté de points marron près de la queue. Les femelles sont plus colorées que les mâles.

## Taille
Cette espèce d'Apogon mesure une taille maximale connue de 8,5 centimètres.

## Comportement
En milieu naturel contrairement à la majorité des autres espèces de sa famille, Apogon pyjama est diurne. Ce poisson se nourrit de petits crustacés. Les mâles incubent les œufs dans leur bouche jusqu'à l'éclosion.

## Zoo et aquarium public
- L'Aquarium du palais de la Porte Dorée détient un petit groupe de Sphaeramia nematoptera présenté au public.(12/2014) Ils sont maintenus dans une grande cuve de poissons d'eau de mer et en compagnie de plusieurs autres espèces de provenance similaire.(12/2014) Ils sont aisément observables lors d'une promenade dans l'aquarium.
- Le musée océanographique de Monaco (France) possède un petit groupe de spécimens.
- Le zoo de Londres (UK) possède un petit groupe de spécimens.
- Le zoo de Boston (USA) possède un petit groupe de spécimens.

## Photos

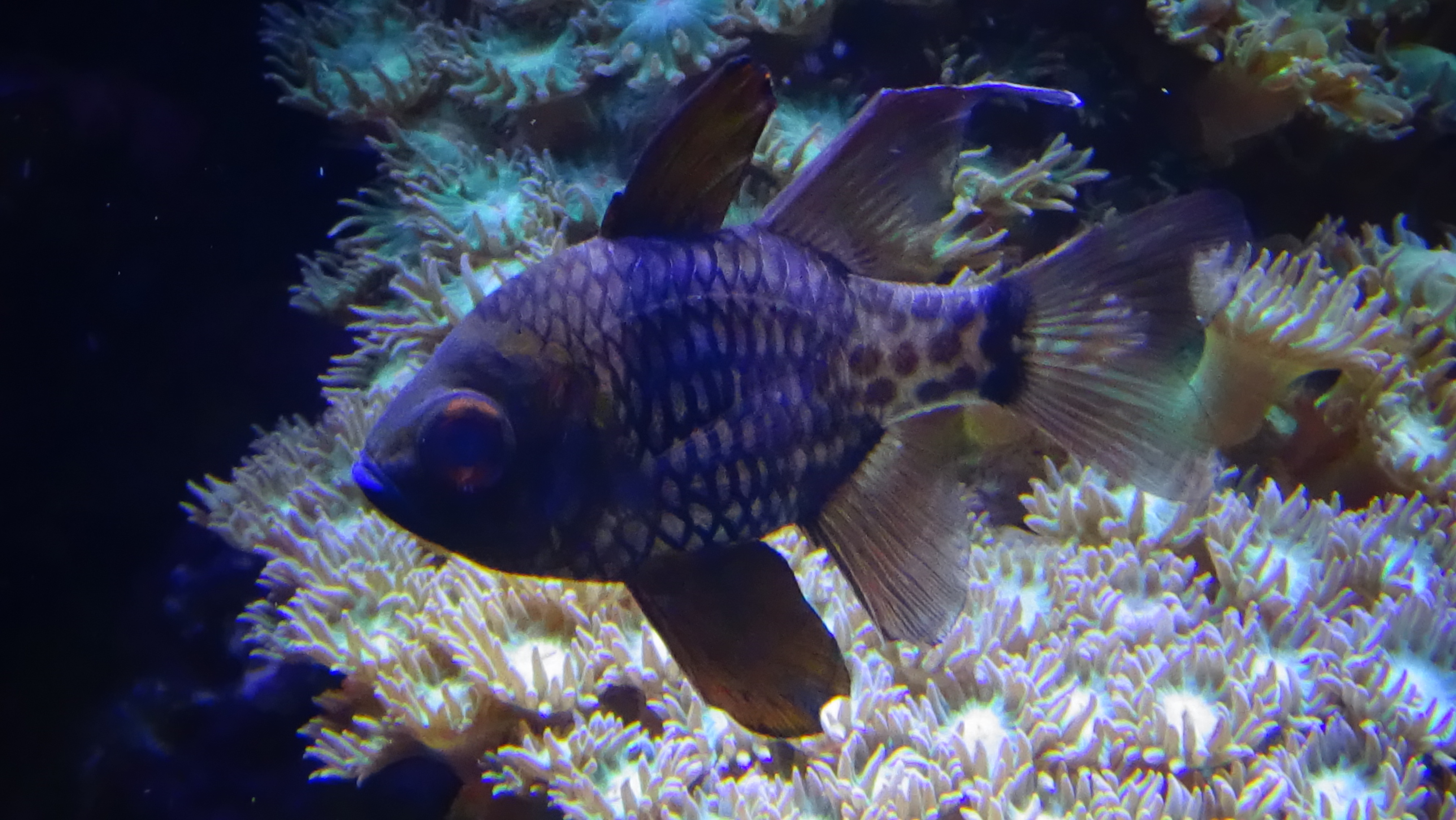
Adulte Aquarium du palais de la Porte Dorée
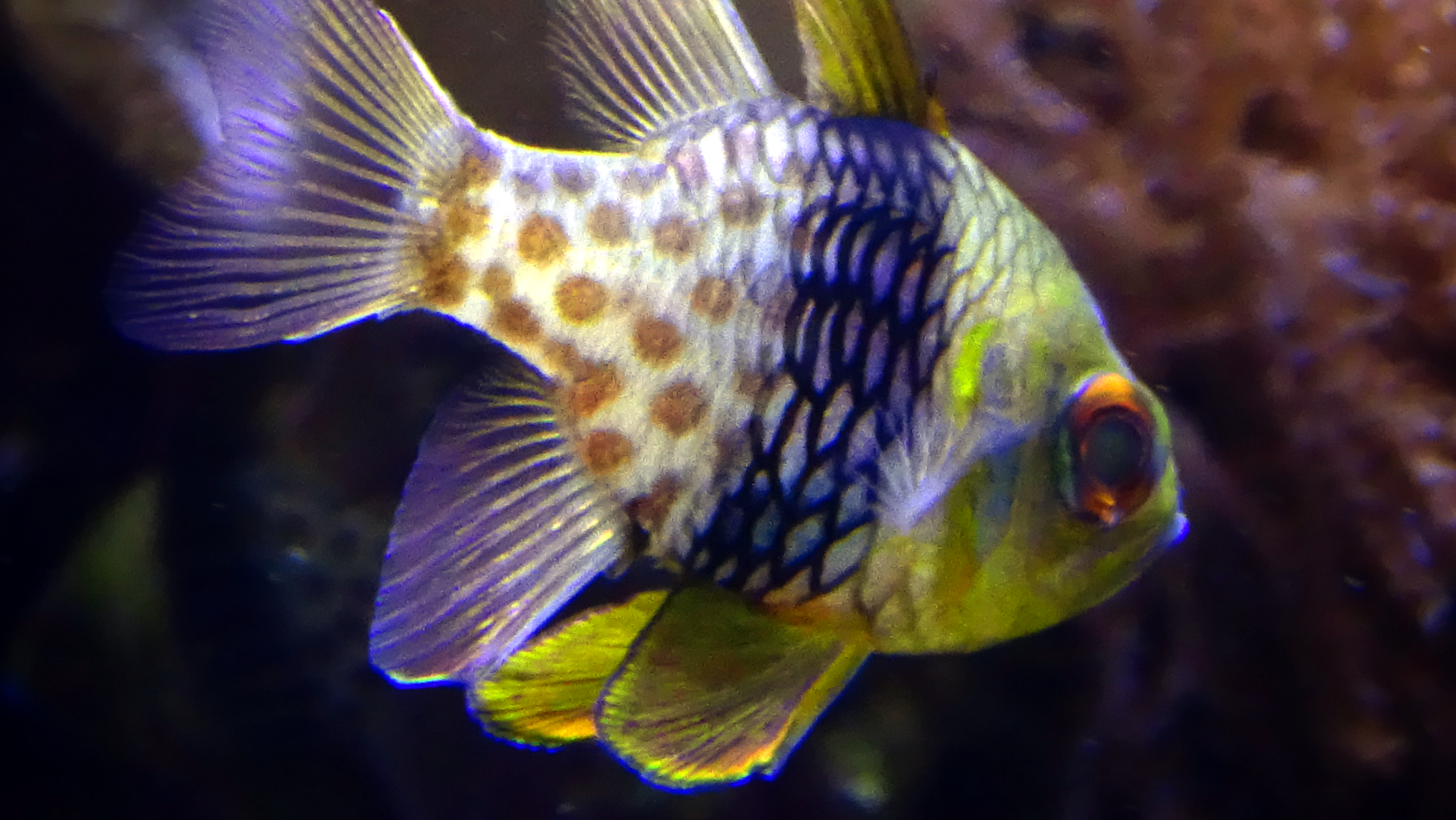
Adulte Aquarium du palais de la Porte Dorée
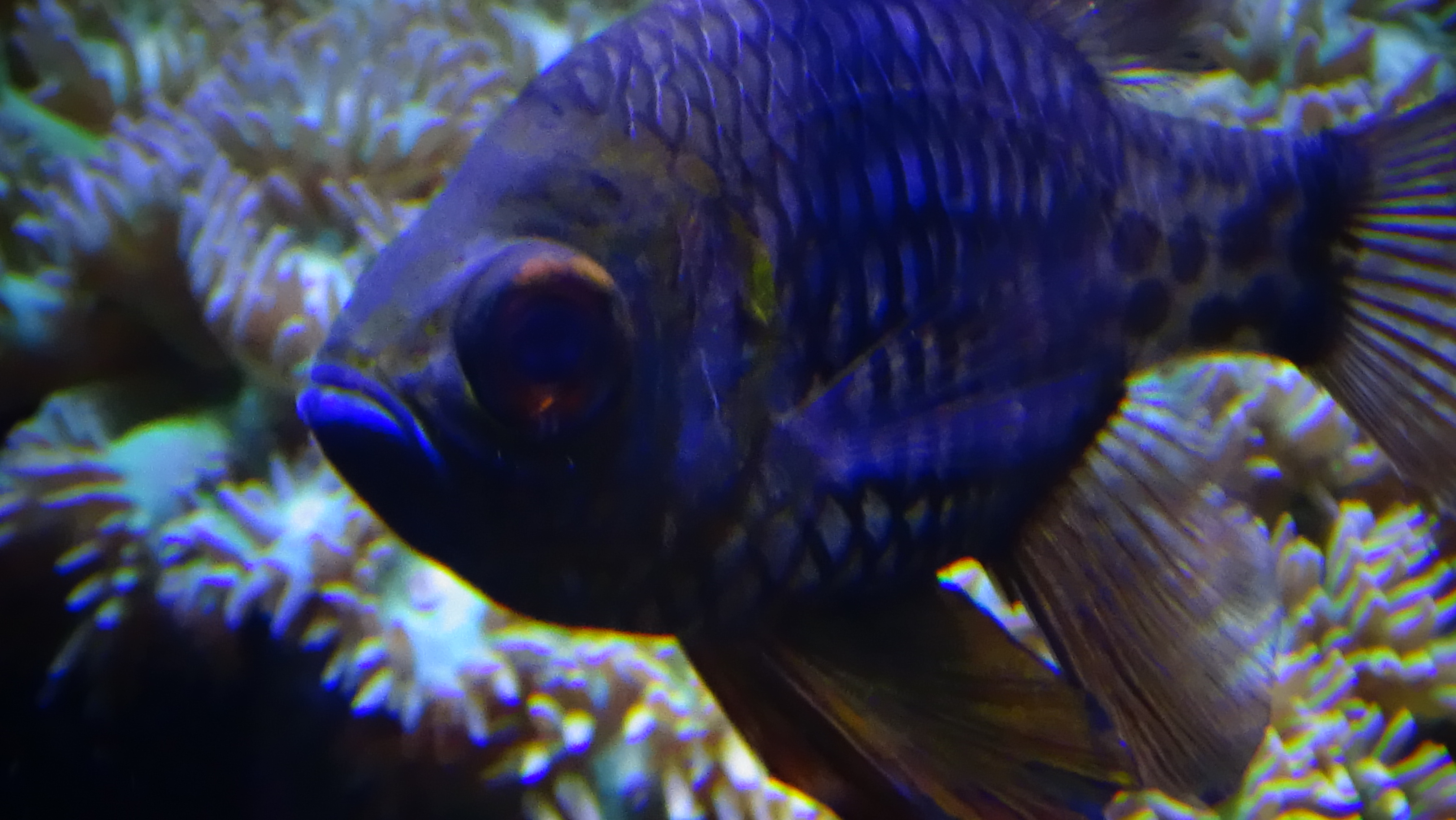
Adulte Aquarium du palais de la Porte Dorée
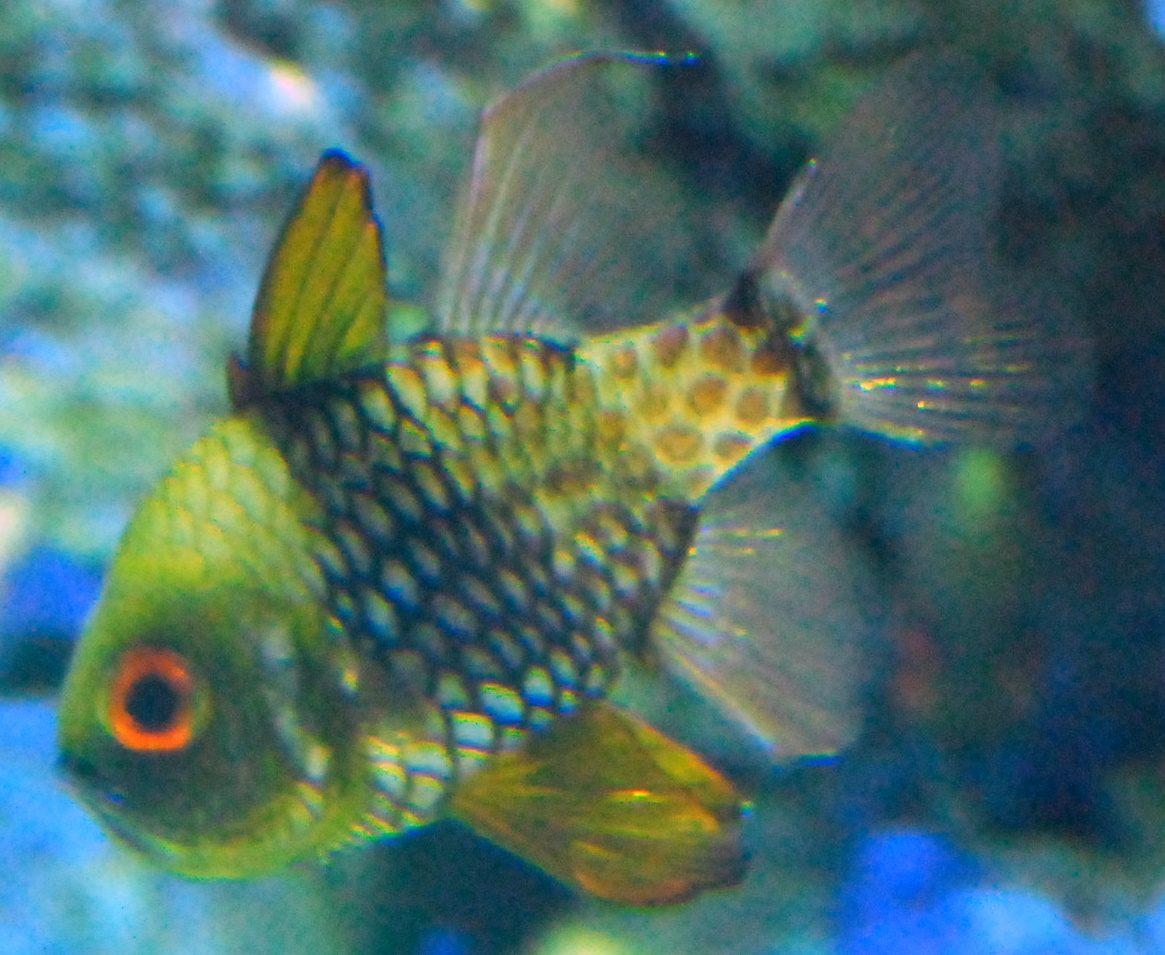
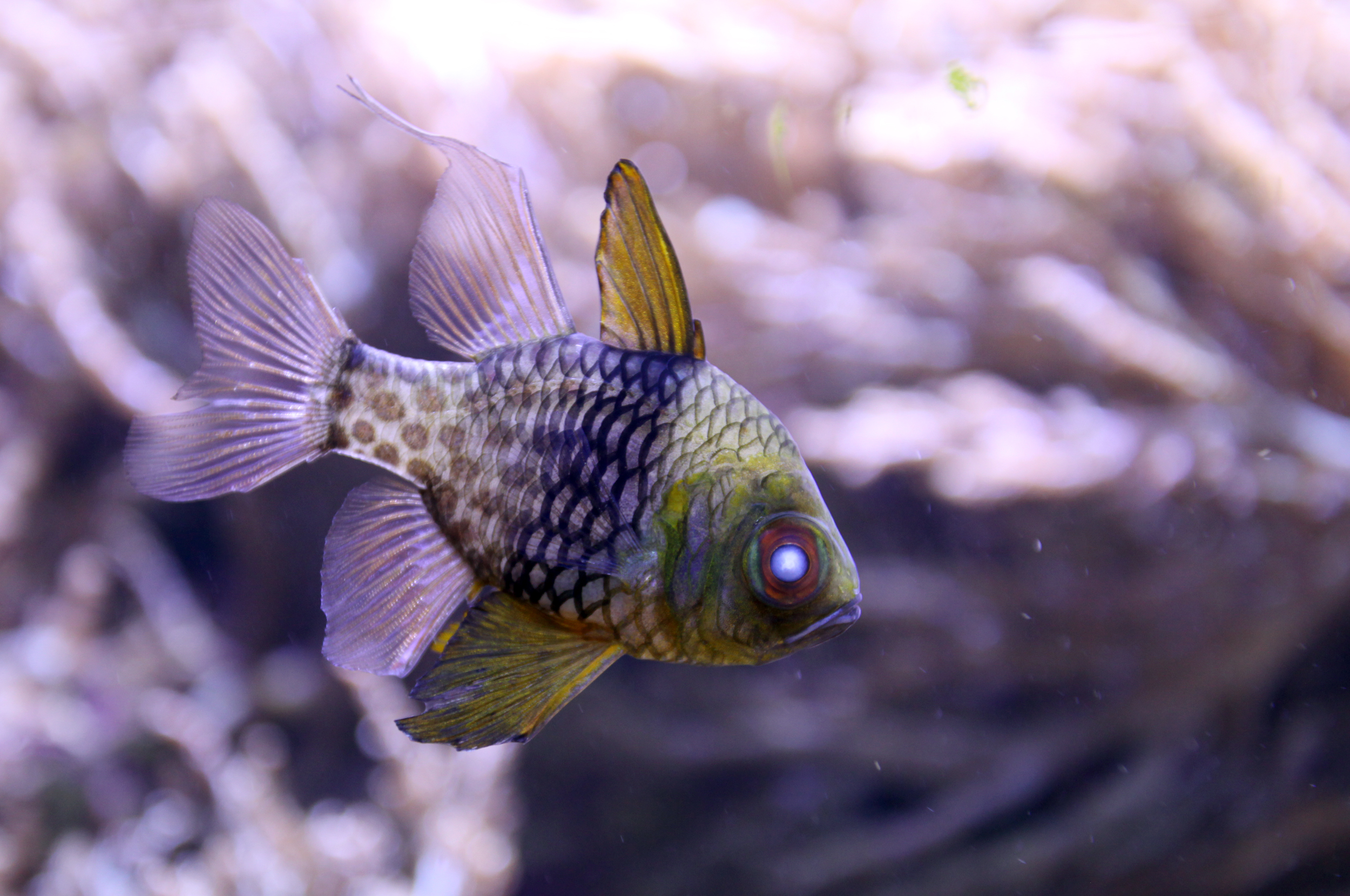
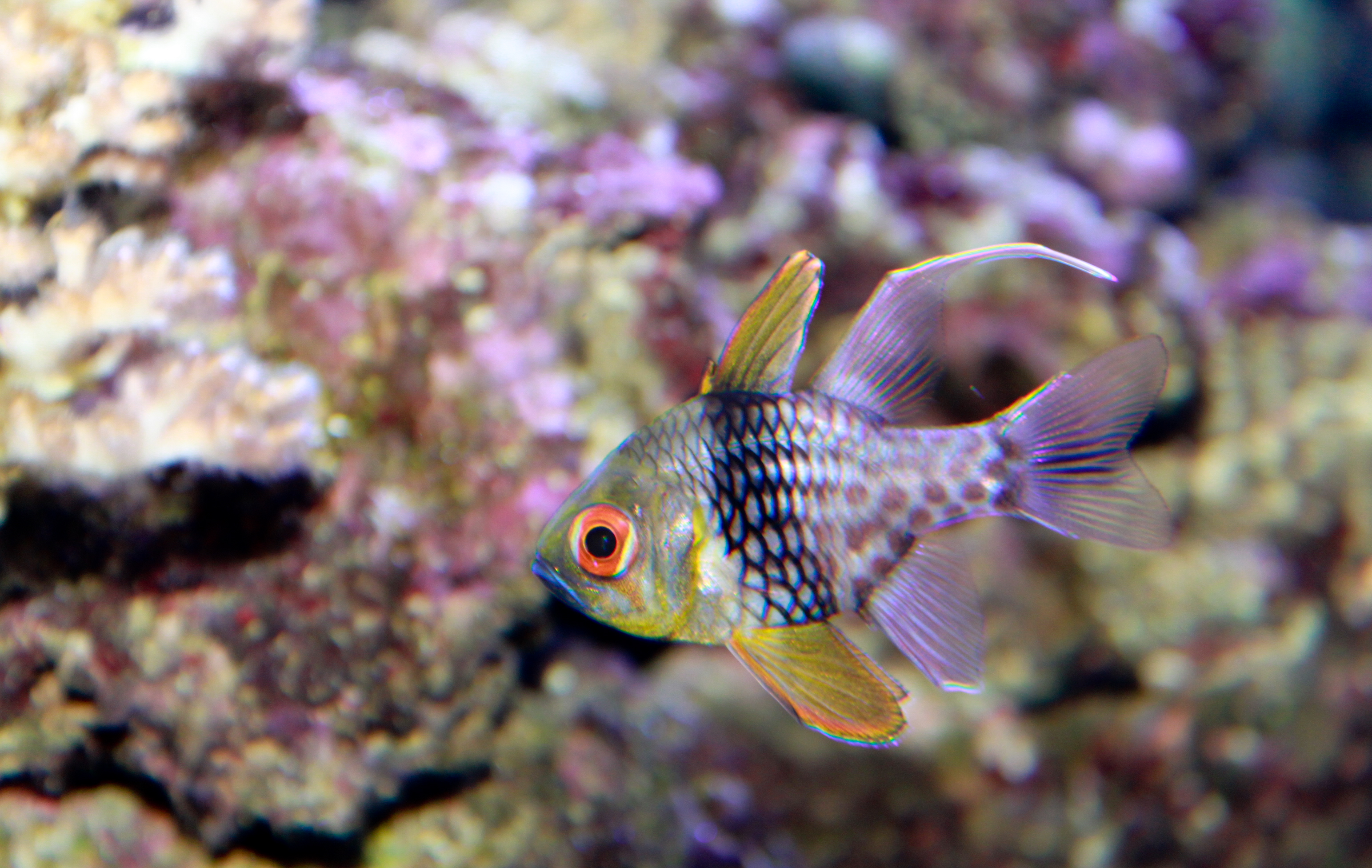
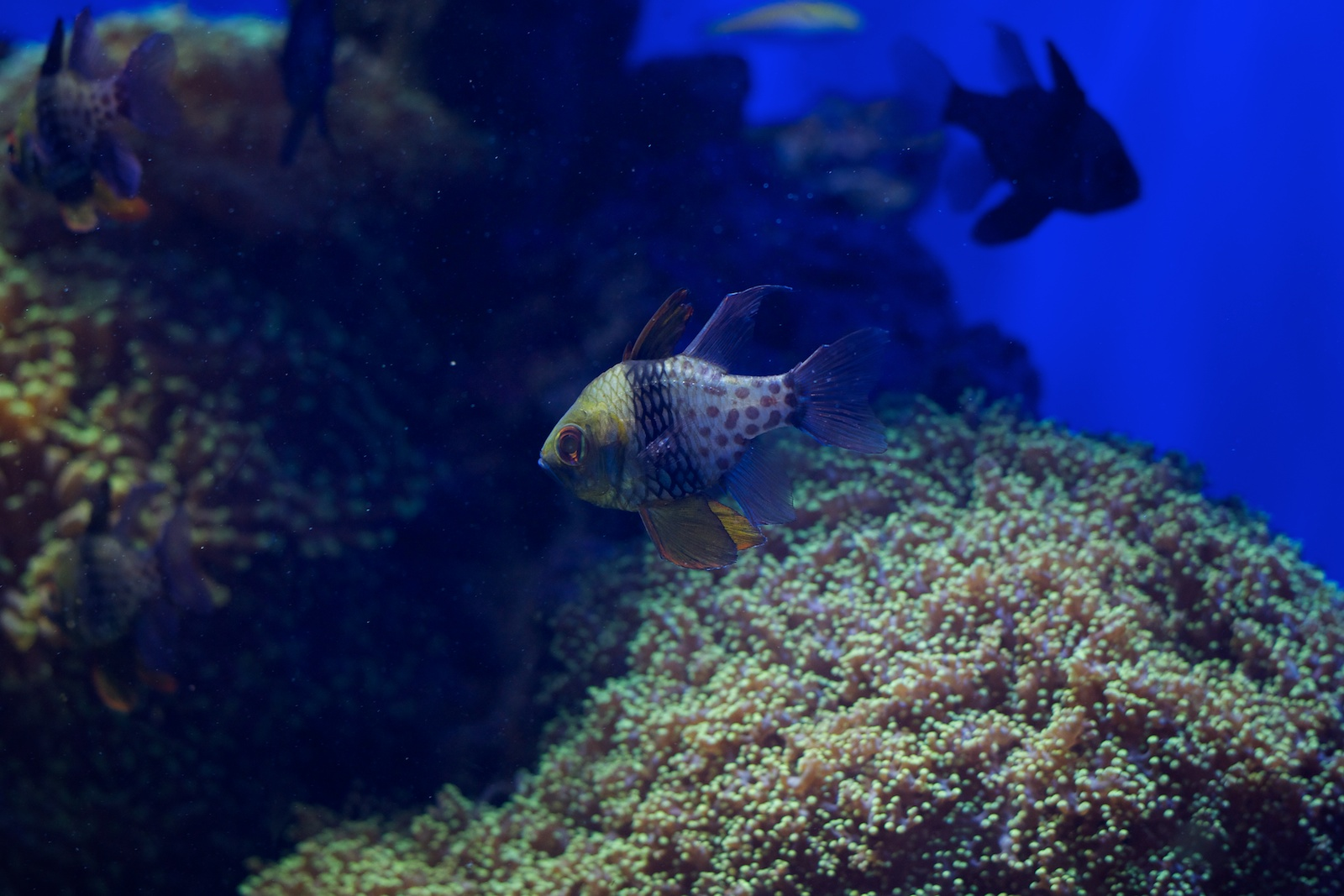
Zoo de Londres